# A331 (Russland)
Die A331 Wiljui (russisch Вилюй) ist eine Fernstraße föderaler Bedeutung in Sibirien, Russland. Sie ist nach dem Fluss Wiljui benannt, dem sie auf einem Teil ihres nordöstlichen Abschnitts folgt.
Die Straße ist bis heute (2013) nur teilweise fertiggestellt und soll einmal von Tulun in der Oblast Irkutsk in weiträumiger, nördlicher Umgehung des Baikalsees nach Jakutsk, der Hauptstadt der Republik Sacha (Jakutien) führen. Die Straße wird so eine zusätzliche Anbindung der abgelegenen Region an Westsibirien und im weiteren Sinne auch an den europäischen Teil Russlands bilden. Bis zum Bau der Fernstraße R297 Amur (ehemals M58) war die Region um Jakutsk nicht an das restliche russische Fernstraßennetz angebunden.
Die Nummer A331 wurde 2010 vergeben; der Abschnitt Tulun – Bratsk – Ust-Kut trug zuvor die Nummer R419.

## Ausbauzustand
Die Abschnitte Tulun – Bratsk – Ust-Kut – Werchnemarkowo und Tas-Jurjach – Almasny – Jakutsk sind (mit Einschränkungen) für ganzjährigen Betrieb ausgebaut und auf weiten Strecken asphaltiert. Der 824 km lange Mittelabschnitt zwischen Werchnemarkowo und Tas-Jurjach, auf dem nur wenige kleine Ortschaften liegen, hat bislang auf Grund fehlender Brücken und Straßenbefestigung den Status einer Winterpiste, die nur zwischen 15. Dezember und 31. März unterhalten wird.
Auf der 1150 km langen Strecke zwischen Almasny und Jakutsk fehlen vier Brücken über den Wiljui (bei Krestjach, Suntar, Njurba und Werchnewiljuisk) sowie eine über die Marcha. Fünf größere Wiljui-Nebenflüsse (Otschtschugui-Botuobuja, Wiljuitschan, Tjukjan, Tschybyda, Tangnary) werden bislang mit Pontonbrücken gequert. Wiljui und Marcha können jährlich zwischen 15. Juni und 30. September per Autofähre, die Pontonbrücken zwischen  15. Juni und 5. Oktober sowie alle Übergänge zwischen 15. November und 15. April per Eisstraße überquert werden. Der Straßenabschnitt ist also jährlich über drei Monate nicht durchgängig befahrbar. Ansonsten wurden bislang über 50 größere feste Flussbrücken fertiggestellt (Stand 2013).

## Verlauf
| km  | Orte                                                           | Kreuzungen |
| --- | -------------------------------------------------------------- | --- |
| 0   | Tulun                                                          | R255 Sibir (früher M53)                                                                                                  |
| 25  | Guran                                                          | |
| 75  |                                                                | Abzweig nach Nowoje Priretschje                                                                                          |
|     | Ilir                                                           | |
|     | Tem                                                            | |
|     | Pokosnoje                                                      | |
| 132 |                                                                | Abzweig nach Kaltuk |
| 195 | Kusnezowka                                                     | Abzweig nach Wichorewka                                                                                                  |
| 246 | Bratsk                                                         | Abzweig nach Ust-Ilimsk                                                                                                  |
| 366 | Widim                                                          | |
| 474 | Chrebtowaja                                                    | Abzweig nach Ust-Ilimsk, Schelesnogorsk-Ilimski                                                                          |
|     | Semigorsk                                                      | |
|     | Kaimonowo                                                      | |
| 544 | Jantal                                                         | |
| 586 | Ust-Kut                                                        | Abzweig nach Kirensk, Sewerobaikalsk                                                                                     |
| ... | Strecke in Planung: Kasarki Werchnemarkowo Kirensk Witim Lensk | Strecke in Planung: Kasarki Werchnemarkowo Kirensk Witim Lensk                                                           |
| 0   | Mirny                                                          | Abzweig nach Udatschny (Fernstraße Anabar)                                                                               |
|     | Almasny                                                        | |
| 105 | Krestjach                                                      | Abzweig nach Kuokunu, Chordogoi                                                                                          |
| 143 | Toibochoi                                                      | Abzweig nach Arylach |
|     | Suntar                                                         | Abzweig nach Sardanga |
| 208 | Ustje                                                          | Abzweig nach Kempendjai                                                                                                  |
| 251 | Elgjai                                                         | |
|     | Kutana                                                         | |
| 295 | Scheja                                                         | |
|     | Arylach                                                        | Abzweig nach Miljake, Ygyatta                                                                                            |
|     | Kjundjade                                                      | |
| 370 | Njurba                                                         | Abzweig nach Tschukar |
|     | Antonowka                                                      | |
|     | Mar                                                            | Abzweig nach Sajylyk |
| 440 | Ynachsyt                                                       | Abzweig nach Tschkalow                                                                                                   |
| 500 | Choro                                                          | Abzweig nach Djulljukju                                                                                                  |
| 518 | Werchnewiljuisk                                                | |
|     | Chomustach                                                     | |
| 554 | Kjul                                                           | |
| 596 | Wiljuisk                                                       | Abzweig nach Balagatschtschy                                                                                             |
| 666 | Champa                                                         | Abzweig nach Kyssyl-Syr                                                                                                  |
| 706 | Ebja                                                           | |
| 776 | Ljokjotschon                                                   | |
| ... | Teilstück ohne feste Straßendecke                              | Teilstück ohne feste Straßendecke                                                                                        |
| 0   | Orto-Surt                                                      | Abzweig nach Keptin |
| 98  | Assyma                                                         | Abzweig nach Kjujoreljach, Bjas-Kjujol                                                                                   |
| 128 | Berdigestjach                                                  | Abzweig nach Jert, Dikimdja                                                                                              |
| 215 | Magaras                                                        | |
| 312 | Jakutsk                                                        | Autofähre über die Lena nach Nischni Bestjach, dort Anbindung an die A360 Lena und die R504 Kolyma (früher zusammen M56) |